# 二脚

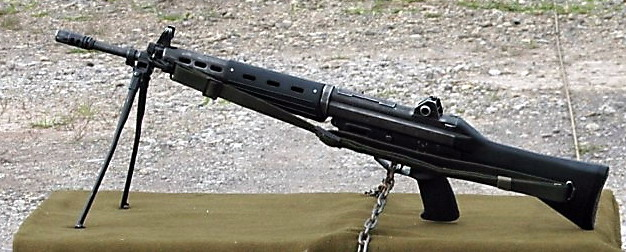
陸上自衛隊の89式5.56mm小銃。二脚を標準装備している

二脚（にきゃく、英: Bipod）は、三脚や一脚に類似した二本の脚を持つ支持装置。銃に取り付ける二脚銃架が広く用いられている。一般的にはバイポッドと呼ばれている。

## 概要
二脚を銃に取り付けることで、銃の重量を地面に預けて銃手の負担を減らす「依託射撃」を行うことができる。依託射撃によって銃を支えることから解放され、長時間にわたって狙いを定め続けることができるようになり、射撃の反動を吸収しやすくなる。同様の効果を持つ三脚より軽量であるため個人用の小火器類によく用いられ、狙撃銃・小銃の一部や軽機関銃、分隊支援火器、対物ライフルのほとんどに標準装備されている。
歩兵が標準的に用いる小銃にも取り付けられることがあるが、重量増加を嫌って標準装備にしない国が多い。一方で、陸上自衛隊（89式5.56mm小銃）やスイス陸軍（SIG SG550）などは、防御を重視する戦闘教義から、待ち伏せや陣地防御などの伏せ撃ち時に有効な二脚を標準装備させている。
狙撃では、長時間伏せ撃ち体勢をとる場合があるため、狙撃銃にもよく取り付けられる。ただし、伏せ撃ち以外では銃口近くに重量物をとりつけることで照準がぶれやすくなるため、なによりも射撃精度を重視する狙撃ではデメリットになりかねず、取り外すことも多い。
軽機関銃は原則的に二脚によって接地して射撃する。銃自体が小銃より重いせいもあるが、接地し、反動を吸収することによって、全自動射撃でも十分な命中精度を得ることができ、機関銃の任務である制圧射撃を行える設計になっている。分隊支援火器は軽機関銃に比べれば軽量で、二脚に頼らずに射撃する場面も増えるが、やはり原則として二脚を装備している。
陣地防衛など固定的な運用がされる火器は、より安定性の高い三脚が用いられることもある。
二脚と異なり一人で運搬が難しくなるため、数名での運用が前提となる。
むしろ重機関銃がそうであるように、自動火器は軽量化がなされるまで三脚架で運用されていた。
一人で持ち運べる軽機関銃が必要とされ、二脚装備の機関銃が登場したという経緯がある。
現代軍では汎用機関銃が三脚と二脚どちらでも有効に運用できる機関銃として配備されている。
M16など二脚を標準装備していない小火器に対して、クリップ式の後付け二脚も存在するが、標準装備よりは安定性に劣る。それでも一定の効果が得られるために特殊部隊や精鋭部隊に配備されていることが多い。また、最近ではそういったSOPMOD用途のために、ピカティニー・レールに取り付けることのできる二脚も存在する。中にはバーティカル・フォアグリップの内部に格納式の二脚を組み込んだものもある。

## 関連する項目
- 銃架
- 一脚
- 三脚